# Genouilleux

Genouilleux este o comună în departamentul Ain din estul Franței.